# Peter Schmuttermaier

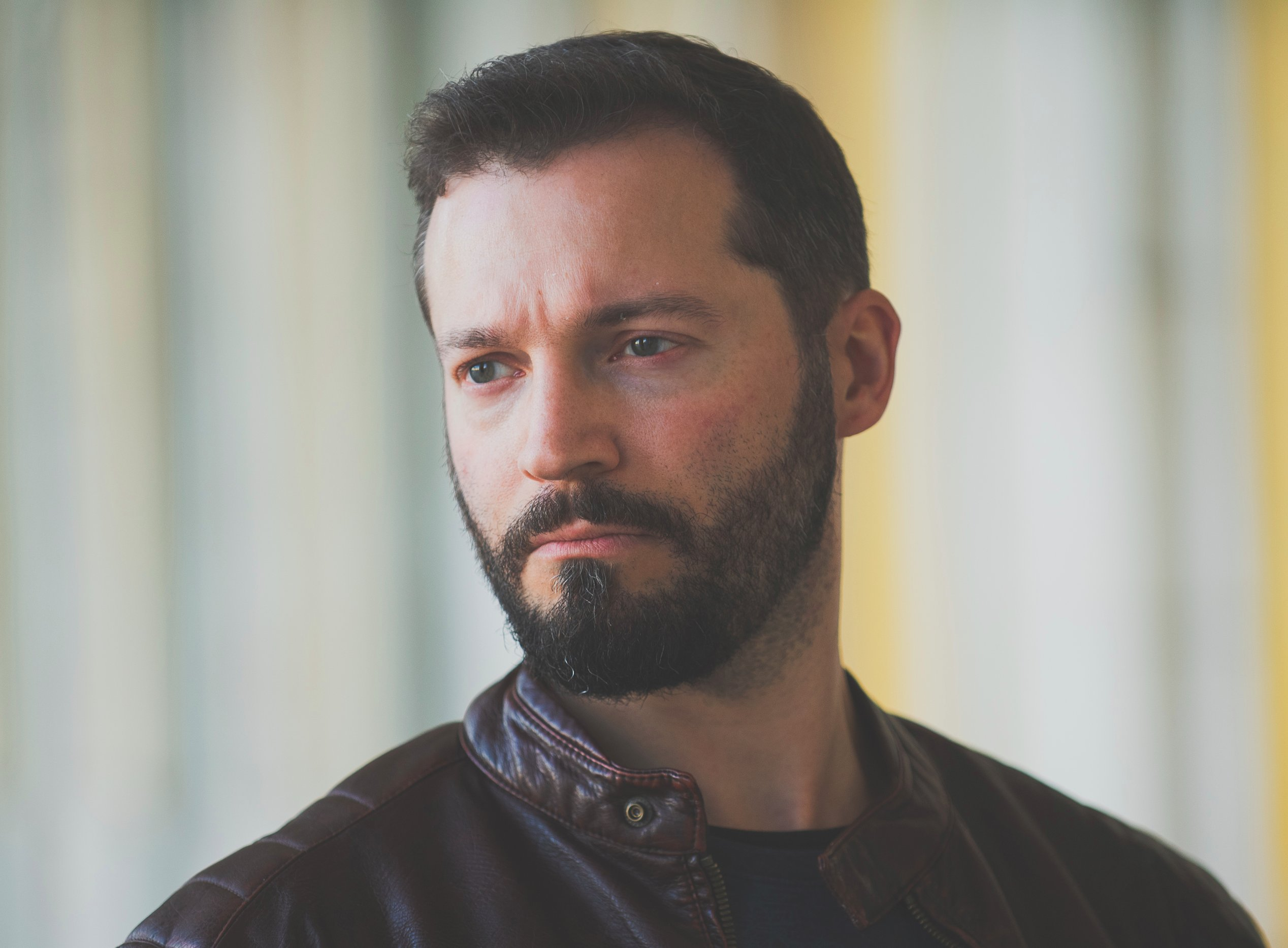
Peter Schmuttermaier (2019)

Peter Franz Schmuttermaier (* 17. August 1982 in Heidelberg) ist ein deutscher Schauspieler, Theaterpädagoge und Sprecher.

## Leben
Peter Schmuttermaier wuchs in Sinsheim an der Elsenz auf. Nach der Mittleren Reife an der Kraichgau-Realschule und zwei weiteren Jahren auf dem Berufskolleg der Max-Weber-Schule bewarb er sich erfolglos an verschiedenen staatlichen Schauspielschulen. In den folgenden Jahren schloss er sich mehreren Theatervereinen an und zog schließlich nach Berlin, wo er sich als Straßen-Promoter über Wasser hielt, während er an mehreren kleineren Kunst-Projekten arbeitete. 2011 kehrte er nach Sinsheim zurück, um an der Theaterwerkstatt Heidelberg eine Ausbildung zum Theaterpädagogen zu absolvieren, die er im Dezember 2012 nach den Richtlinien des Bundesverbandes Theaterpädagogik erfolgreich abschloss. Hiernach wurde er Ensemblemitglied im Oststadt Theater Mannheim und tourte bis 2018 im Ensemble des Original Gruseldinner durch ganz Deutschland. Im August 2018 wanderte er nach Lissabon, Portugal aus, wo er als Online-Marketer arbeitet.

## Theater
- Die Experimente des Dr. Frankenstein (Baron Viktor von Frankenstein) // Das Original Gruseldinner; Regie: Stefanie Otten[1]
- Dr. Jekyll & Mr. Hyde (Dr. Henry Jekyll/Mr. Hyde) // Das Original Gruseldinner; Regie: Stefanie Otten, Simone Wagner[2][3]
- Jack The Ripper (Inspector Abberline) // Das Original Gruseldinner; Regie: Stefanie Otten[4][5]
- Achtung Deutsch! (Henrik Schlüter) // Oststadt Theater Mannheim; Regie: Uwe von Grumbkow[6]
- Arsen und Spitzenhäubchen (Lieutenant Rooney) // Oststadt Theater Mannheim; Regie: Petra Förster[7]
- Der Treuetest (Claudio Montana) // Oststadt Theater Mannheim; Regie: Uwe von Grumbkow[8]
- Popcorn (Bruce Delamitri) // Kunst-Blut Theaterensemble; Regie: Hubert Brandt
- Der Weihnachtsabend (Neffe Fred/Jacob Marley) // Theaterwerkstatt Heidelberg; Regie: Wolfgang G. Schmidt[9]

## Sprecher
- Lebenshilfe Speyer-Schifferstadt (Websitevertonung)
- Telefoncasting.de (Voting-Hotline) // Fair-Play GmbH
- Die letzten Helden Teil 3 (Unterweltbewohner, Fischverkäufer) // Holysoft; Regie: Björn Korthof[10]
- Die letzten Helden Teil 4 (Verkäufer) // Holysoft; Regie: Björn Korthof[11]

## Film
- Forbidden Conflict (Kurzfilm) // Regie: Sebastian Schnepper[12]